# Championnat du Belize de football 2009
Navigation
Saison précédente Saison suivante
La Belize Premier Football League 2009 est la vingt-et-unième édition de la première division bélizienne.
Lors de ce tournoi, le l'Ilagulei (en) a tenté de conserver son titre de champion du Belize face aux onze meilleurs clubs beliziens.
Chacun des douze clubs participant était confronté deux fois aux cinq autres équipes de leur groupe. Puis les quatre meilleurs de chaque groupe se sont affrontés lors d'une phase finale à la fin de la saison.
Il n'y avait aucune place qualificative pour la Ligue des champions de la CONCACAF.

## Les 12 clubs participants
| \| Alliance Scorpions Georgetown Ibayani FC Belize Defence Force Alliance Scorpions Georgetown Ibayani Hankook Verdes Ilagulei Wagiya Suga Boys Juventus Nizhee Corozal San Pedro Bullsharks San Pedro Dolphins San Pedro Bullsharks San Pedro Dolphins Tafari FC Ilagulei Wagiya \| Localisation des clubs engagés dans le championnat. |
| Alliance Scorpions Georgetown Ibayani FC Belize Defence Force Alliance Scorpions Georgetown Ibayani Hankook Verdes Ilagulei Wagiya Suga Boys Juventus Nizhee Corozal San Pedro Bullsharks San Pedro Dolphins San Pedro Bullsharks San Pedro Dolphins Tafari FC Ilagulei Wagiya                                                           |

| Club                    | Stade                         | Capacité          | Ville                   |
| Alliance Scorpions      | Stade inconnu                 | Capacité inconnue | Independence            |
| FC Belize               | Stade MCC Grounds             | 3 500             | Belize City             |
| Defence Force           | Stade Norman Broaster         | 2 000             | San Ignacio             |
| Georgetown Ibayani (en) | Stade Michael Ashcroft        | 2 000             | Independence            |
| Hankook Verdes          | Stade Pedro Mena Guerra       | Capacité inconnue | Benque Viejo del Carmen |
| Ilagulei (en)           | Stade Carl Ramos              | 3 500             | Dangriga                |
| Suga Boys Juventus      | Stade du peuple d'Orange Walk | 4 500             | Orange Walk Town        |
| Nizhee Corozal (en)     | Stade Ricalde                 | 1 000             | Corozal Town            |
| San Pedro Dolphins (en) | Stade Ambergris               | 3 500             | San Pedro Town          |
| San Pedro Bullsharks    | Stade inconnu                 | Capacité inconnue | San Pedro Town          |
| Tafari FC               | Stade inconnu                 | Capacité inconnue | Punta Gorda             |
| Wagiya (en)             | Stade Carl Ramos              | 3 500             | Dangriga                |

## Compétition
Cette compétition se déroule de la façon suivante, en deux phases :
- La phase régulière : les dix journées de championnat.
- La phase finale : les confrontations allant des quarts de finale à la finale.

### Phase régulière
Lors de la phase régulière les douze équipes affrontent à deux reprises les cinq autres équipes de leur groupe selon un calendrier tiré aléatoirement.
Les quatre meilleures équipes de chaque groupe sont directement qualifiées pour les demi-finales.
Le classement est établi sur le barème de points classique (victoire à 3 points, match nul à 1, défaite à 0).
Le départage final se fait selon les critères suivants :
- Le nombre de points.
- La différence de buts générale.
- Le nombre de buts marqué.

#### Classement
| Rang | Équipe                   | Pts | J  | G | N | P | Bp | Bc | Diff |
| ---- | ------------------------ | --- | -- | - | - | - | -- | -- | ---- |
| 1    | FC Belize                | 22  | 10 | 6 | 4 | 0 | 22 | 8  | +14  |
| 2    | Defence Force            | 16  | 10 | 4 | 4 | 2 | 10 | 8  | +2   |
| 3    | Nizhee Corozal (en)      | 15  | 10 | 3 | 6 | 1 | 17 | 11 | +6   |
| 4    | Suga Boys Juventus       | 13  | 10 | 4 | 1 | 5 | 11 | 14 | -3   |
| 5    | San Pedro Bullsharks (P) | 11  | 10 | 3 | 2 | 5 | 15 | 18 | -3   |
| 6    | San Pedro Dolphins (en)  | 4   | 10 | 1 | 1 | 8 | 10 | 26 | -16  |

| Rang | Équipe                  | Pts | J  | G | N | P | Bp | Bc | Diff |
| ---- | ----------------------- | --- | -- | - | - | - | -- | -- | ---- |
| 1    | Hankook Verdes          | 24  | 10 | 8 | 0 | 2 | 33 | 6  | +27  |
| 2    | Georgetown Ibayani (en) | 24  | 10 | 8 | 0 | 2 | 23 | 9  | +14  |
| 3    | Alliance Scorpions (P)  | 15  | 10 | 5 | 0 | 5 | 14 | 12 | +2   |
| 4    | Wagiya (en)             | 12  | 10 | 4 | 0 | 6 | 15 | 21 | -6   |
| 5    | Ilagulei (en) (T)       | 7   | 10 | 2 | 1 | 7 | 14 | 30 | -16  |
| 6    | Tafari FC (P)           | 7   | 10 | 2 | 1 | 7 | 14 | 35 | -21  |

| Légende : Qualifications et relégations | Légende : Qualifications et relégations                                           |
| --------------------------------------- | --------------------------------------------------------------------------------- |
|                                         | Qualifié pour les quarts de finale                                                |
|                                         | (T) : Tenant du titre (P) : promu à la suite de l'élargissement de la compétition |

### La phase finale
Les huit équipes qualifiées sont réparties dans le tableau final d'après leur classement, le premier affrontant le quatrième de l'autre groupe, le deuxième affrontant le troisième et vice-versa.
En cas d'égalité sur la somme des deux matchs des prolongations et une séance de tirs au but ont éventuellement lieu.

#### Tableau
|  |                         |                |               |               |                     |      |      |            |            |            |            |                     |      |   |        |        |        |        |        |  |  |
|  | 1/4 de finale           | 1/4 de finale  | 1/4 de finale | 1/4 de finale | 1/4 de finale       |      |      | 1/2 finale | 1/2 finale | 1/2 finale | 1/2 finale | 1/2 finale          |      |   | Finale | Finale | Finale | Finale | Finale |  |  |
|  |                         |                |               |               |                     |      |      |            |            |            |            |                     |      |   |        |        |        |        |        |  |  |
|  |                         |                |               |               |                     |      |      |            |            |            |            |                     |      |   |        |        |        |        |        |  |  |
|  | Nizhee Corozal (en)     | (N3)           | 0             | V             |                     |      |      |            |            |            |            |                     |      |   |        |        |        |        |        |  |  |
|  | Nizhee Corozal (en)     | (N3)           | 0             | V             |                     |      |      |            |            |            |            |                     |      |   |        |        |        |        |        |  |  |
|  | Georgetown Ibayani (en) | (S2)           | 0             | D             |                     |      |      |            |            |            |            |                     |      |   |        |        |        |        |        |  |  |
|  | Georgetown Ibayani (en) | (S2)           | 0             | D             | Nizhee Corozal (en) | (N3) | 2    | 2          |            |            |            |                     |      |   |        |        |        |        |        |  |  |
|  |                         |                |               |               |                     | (N3) | 2    | 2          |            |            |            |                     |      |   |        |        |        |        |        |  |  |
|  |                         |                | FC Belize     | (N1)          | 2                   | 1    |      |            |            |            |            |                     |      |   |        |        |        |        |        |  |  |
|  | Wagiya (en)             | (S4)           | FC Belize     | (N1)          | 2                   | 1    | 0    | 1          |            |            |            |                     |      |   |        |        |        |        |        |  |  |
|  | Wagiya (en)             | (S4)           |               |               |                     |      |      |            |            |            |            |                     |      |   |        |        |        |        |        |  |  |
|  | FC Belize               | (N1)           | 1             | 3             |                     |      |      |            |            |            |            |                     |      |   |        |        |        |        |        |  |  |
|  | FC Belize               | (N1)           | 1             | 3             |                     |      |      |            |            |            |            | Nizhee Corozal (en) | (N3) | 0 | 4      |        |        |        |        |  |  |
|  |                         |                |               |               |                     |      |      |            |            |            |            | Nizhee Corozal (en) | (N3) | 0 | 4      |        |        |        |        |  |  |
|  |                         | Hankook Verdes | (S1)          | 1             | 0                   |      |      |            |            |            |            |                     |      |   |        |        |        |        |        |  |  |
|  | Hankook Verdes          | Hankook Verdes | (S1)          | 1             | 0                   | (S1) | 0    | 3          |            |            |            |                     |      |   |        |        |        |        |        |  |  |
|  | Hankook Verdes          |                |               |               |                     |      | 0    | 3          |            |            |            |                     |      |   |        |        |        |        |        |  |  |
|  | Suga Boys Juventus      | (N4)           | 1             | 1             |                     |      |      |            |            |            |            |                     |      |   |        |        |        |        |        |  |  |
|  | Suga Boys Juventus      | (N4)           | 1             | 1             | Hankook Verdes      | (S1) | 1    | 0          | 0(3)       |            |            |                     |      |   |        |        |        |        |        |  |  |
|  |                         |                |               |               |                     | (S1) | 1    | 0          | 0(3)       |            |            |                     |      |   |        |        |        |        |        |  |  |
|  |                         |                | Defence Force | (N2)          | 1                   | 0    | 0(2) |            |            |            |            |                     |      |   |        |        |        |        |        |  |  |
|  | Alliance Scorpions      | (S3)           | Defence Force | (N2)          | 1                   | 0    | 0(2) | 0          | D          |            |            |                     |      |   |        |        |        |        |        |  |  |
|  | Alliance Scorpions      | (S3)           |               |               |                     |      |      | 0          | D          |            |            |                     |      |   |        |        |        |        |        |  |  |
|  | Defence Force           | (N2)           | 0             | V             |                     |      |      |            |            |            |            |                     |      |   |        |        |        |        |        |  |  |
|  | Defence Force           | (N2)           | 0             | V             |                     |      |      |            |            |            |            |                     |      |   |        |        |        |        |        |  |  |

#### Quarts de finale
| Club                | Aller | Retour        | Club                    | Commentaire |
| Nizhee Corozal (en) | 0-0   | Score inconnu | Georgetown Ibayani (en) |             |
| Wagiya (en)         | 0-1   | 1-3           | FC Belize               |             |
| Hankook Verdes      | 0-1   | 3-1           | Suga Boys Juventus      |             |
| Alliance Scorpions  | 0-0   | Score inconnu | Defence Force           |             |

#### Demi-finales
| Club                | Aller | Retour | Club          | Commentaire       |
| Nizhee Corozal (en) | 2-2   | 2-1    | FC Belize     |                   |
| Hankook Verdes      | 1-1   | 0-0    | Defence Force | Tirs au but : 3-2 |

#### Finale
| Match aller     | Hankook Verdes    | 1:0   | Nizhee Corozal (en) | Stade Norman Broaster |  |
| 12 juillet 2009 | Danny Jimenez 25e | (1:0) |                     |                       |  |

| Match retour    | Nizhee Corozal (en)                                                                | 4:0   | Hankook Verdes | Stade Ricalde |  |
| 19 juillet 2009 | Antonio Castillo 24e · Rafael Rivero 26e · Kenrick Pelayo 42e · Kenrick Pelayo 54e | (3:0) |                |               |  |

## Bilan du tournoi
| Tableau d'Honneur              |                     |
| Compétition                    | Vainqueur           |
| Belize Premier Football League | Nizhee Corozal (en) |

| Promotions et relégations |                                                                      |
| Relégué                   | Alliance Scorpions Suga Boys Juventus San Pedro Bullsharks Tafari FC |
| Promu                     | Aucun                                                                |